# Risco biológico

Símbolo internacional de risco biológico

Um risco biológico é um organismo, ou substância oriunda de um organismo que traz alguma ameaça (principalmente) à saúde humana ou animal. Constituem risco biológico o lixo hospitalar, amostras de microorganismos, vírus ou toxinas de origem biológica que causam impacto na saúde humana. Pode incluir também substâncias danosas a animais.
Em Unicode, o símbolo é U+2623 (☣).
Os agentes representando um risco biológico são classificados para transporte pelo código UN:
- UN 2814 (Substância infecciosa, afeta humanos)
- UN 2900 (Substância infecciosa, afeta animais)
- UN 3733 (Amostra diagnóstica ou amostra clínica ou substância biológica, categoria B)
- UN 3291 (dejetos médicos)